# Нейроне
Нейроне (итал. Neirone) — коммуна в Италии, располагается в регионе Лигурия, в провинции Генуя.
Население составляет 1021 человек (2008 г.), плотность населения составляет 34 чел./км². Занимает площадь 30 км². Почтовый индекс — 16040. Телефонный код — 0185.
Покровителем коммуны почитается святой Маврикий, празднование 22 сентября.

## Демография
Динамика населения:

## Администрация коммуны
- Официальный сайт: